# 恋の人形
『恋の人形』（こいのにんぎょう、Cytherea）は、サイレント時代の1924年に公開されたアメリカ合衆国の映画で、ジョージ・フィッツモーリスが監督し、アルマ・ルーベンス、ルイス・ストーン、コンスタンス・ベネット、ノーマン・キャリーらが出演した恋愛映画。
原作は、ジョセフ・ハーゲシャイマーの小説『Cytherea, Goddess of Love』で、フランシス・マリオンがこれを翻案して映画用の脚本を書いた。この作品の中には、夢の中を描いた場面が2か所あり、初期のテクニカラーによるカラー撮影がなされた。
この作品は、別名で『The Forbidden Way』ともいった。

## あらすじ
リー・ランドンは、妻ファニーとの穏やかな生活に満ち足りないものを覚えていた。彼は愛の女神の名からシセリアと名付けた人形を飾り、その人形のような女性と、彼が夢見る楽園キューバへ行って見たいものだと夢想していた。
そんな折に、姪のクレアが、夫が愛人を作って家を出て行ったと泣きついてきた。リーは、その愛人の住まいへと談判に行くこととなったが…、

## キャスト
- アイリーン・リッチ（英語版） - ファニー・ランドン (Fanny Randon)
- ルイス・ストーン - リー・ランドン (Lee Randon)
- ノーマン・キャリー - ペイトン・モリス (Peyton Morris)
- ベティ・ボートン（英語版） - クレア・モリス (Claire Morris)
- アルマ・ルーベンス - サヴィナ・グローヴ (Savina Grove)
- チャールズ・ウェルズリー（英語版） - ウィリアム・グローヴ (William Grove)
- コンスタンス・ベネット - アネット・シャーマン (Annette Sherman)
- ピーチズ・ジャクソン（英語版） - ランドン家の子ども (Randon Child)
- ミッキー・ムーア（英語版） - ランドン家の子ども (Randon Child)
- ヒュー・サクソン (Hugh Saxon) - ランドン家の執事 (Randon Butler)
- リー・ヒル（英語版） - グローヴ家の執事 (Grove Butler)
- リディア・イェーマンズ・タイタス（英語版） - 洗濯女 (Laundress)
- ブランドン・ハースト - ダニエル・ランドン (Daniel Randon)

## 制作
この作品は、 サミュエル・ゴールドウィン・プロダクションズが制作し、アソシエイテッド・ファースト・ナショナル映画からリリースされた。本作は、それまでのテクニカラーによるカラー映像が、屋外の自然光によって制作されていたのに対し、初めて人工的な照明によって作られたテクニカラー映画であった。

## 保存状況
『恋の人形』は、いずれの映画アーカイブにもコピーが所有されていない。本作は、失われた映画である。